# Аккерман, Владимир Иосифович
Владимир Иосифович Аккерман (1890—1972) — советский врач-психиатр, доктор медицинских наук, профессор (кафедра психиатрии с медицинской психологией).

## Биография
Родился в Ростове-на-Дону в семье служащего; окончил реальное училище в 1907 году; учился на медицинском факультете в Сорбонне, 1908-1914; в 1914 году был экзаменован на звание врача в Киевском университете.

- 1914-1917 — в первую мировую войну был полковым врачом;
- 1917-1923 — военный врач частей Красной Армии.
- 1923-1926 — главный врач окружной психиатрической больницы в Ростове-на-Дону;
- 1927-1930 — заведующий психиатрическим отделением 1-й городской больницы в Москве; одновременно:
  - ассистент курса судебной психиатрии при кафедре уголовного права Московского университета,
  - психиатр кабинета по изучению личности преступника.
- 1930-1931 — старший научный сотрудник НИИ судебной психиатрии в Москве;
- 1931-1933 — приват-доцент кафедры психиатрии 1-го Московского медицинского института.
- 1933-1939 — заведующий кафедрой психиатрии Иркутского медицинского института;
- 1936 — была присуждена учёная степень доктора медицинских наук.
- 1939 — присвоено учёное звание профессора.
- 1939-1941 — Заведующий кафедрой психиатрии Минского медицинского института;
- 1941-1944 — с началом Великой Отечественной войны стал заведующим кафедрой психиатрии Ижевского медицинского института,
- 1944-1950 — заведующий кафедрой психиатрии Белорусского (Ярославль), Минского медицинского института, одновременно:
  - 1946-1950 — главный психиатр Минздрава Белорусской ССР.
- 1950-1954 — заведующий кафедрой психиатрии Самаркандского медицинского института.
- 1954-1962 — консультант психиатрических больниц:
  - Минской республиканской и
  - Могилевской областной;
- 1962-1963 — заведующий кафедрой психиатрии Гродненского медицинского института.

### Научные интересы
Владимир Иосифович изучал психопатологические механизмы бредообразования. По этой проблеме им в 1936 году была выполнена докторская диссертация; в том же году им была опубликована монография «Механизмы шизофренического первичного бреда».

### Научная деятельность
Владимир Аккерман работал над широким кругом научных проблем. Значительное место в научной деятельности заняли вопросы военной психиатрии:
- 1944 — «О военной психиатрии»;
- 1947 — «Раневые психозы», с соавтором;
- 1948 — «К итогам военно-психиатрического опыта».

Также, он работал над вопросами нейрофизиологии в психиатрии, изучал особенности лечения отдельных заболеваний:
- 1947 — «О единстве синдромов, именуемых экзогенными формами реакции»;
- 1948 — «Электросудорожное и комбинированное лечение аффективных и шизофренических психозов»;
- 1949 — «Психопатологические феномены - искаженное отражение мира»;
- 1957 — Учение И. П. Павлова о двух сигнальных системах и его значение в медицине».

### Научные достижения
Владимир Иосифович Аккерман является автором более 40 научных работ; в том числе, 3 (трёх) монографий.

Он руководил выполнением кандидатской диссертации; участвовал в подготовке и проведении 2 (двух) республиканских съездов и 9 (девяти )научных конференций психиатров.

Также, Владимир Иосифович принимал участие в работе международных научных форумов.

## Награды
Владимир Иосифович был награждён медалями, Почётными грамотами ВС БССР, значком «Отличник здравоохранения».

## Личная жизнь
Умер в Минске, похоронен на кладбище «Северное».